# Barcelona (album)
Barcelona je drugi samostalni studijski album britanskog pjevača rock sastava "Queen" Freddija Mercuryja. Album je nastao kao suradnja sa španjolskom opernom divom sopranisticom Montserrat Caballé. Album je sniman 1987. i 1988. godine, a objavljen je 10. listopada 1988.

## Popis pjesama
1. "Barcelona" (Mercury - Moran) – 5:37
2. "La Japonaise" (Mercury - Moran) – 4:49
3. "The Fallen Priest" (Mercury - Moran - Rice) – 5:46
4. "Ensueño" (Mercury - Moran - Caballé) – 4:27
5. "The Golden Boy" (Mercury - Moran - Rice) – 6:04
6. "Guide Me Home" (Mercury - Moran)– 4:10
7. "How Can I Go On" (Mercury - Moran) – 3:51
8. "Overture Piccante" (Mercury - Moran) – 6:40

## Pjesme
1. Barcelona (Mercury - Moran) - Freddie Mercury upoznao je Montserrat Caballé u kolovozu 1986. tijekom nastupa sastava "Queen" u Španjolskoj. Susreli su se u hotelu "Ritz" u Barceloni. Mercury je odsvirao i otpjevao svoju pjesmu "Exercises in Free Love". Caballé se jako svidjela pjesma, te je pratila Mercuryja dok je pjevao i svirao. Tako se rodila ideja da napiše pjesmu koja bi predstavljala njen rodni grad Barcelonu, koja će biti domaćin XXV. Olimpijskih igara 1992. godine. Na prijelazu iz 1986. u 1987. godinu Mercury je saznao da boluje od SIDE i zbog toga je potpuno zaboravio na pjesmu. Kada ga je Montserrat podsjetila na ideju Mercury i Moran su napisali pjesmu koju su Freddie Mercury i Montserrat Caballé snimili u Londonu u mjesecu travnju 1987. godine. 8. listopada 1987. godine Mercury i Caballé nastupili su na festivalu "La Nit" u Barceloni, koji je bio početak pred Olimpijskog razdoblja. Mercury je tada u posljednji trenutak odlučio pjesmu pjevati na "playback". To je ujedno bio jedan od posljednjih Mercuryjevih nastupa uživo. Za pjesmu su snimljena dva spota. Pjesma nažalost nikada nije izvedena u službenom dijelu otvaranja XXV. Olimpijskih igara u Barceloni 1992. jer je Mercury preminuo nekoliko mjeseci prije. Stoga je Monserrat Caballé, shrvana njegovom smrću, odbila izvesti pjesmu s bilo kojim drugim izvođačem. Pjesma je objavljena na kompilacijama The Freddie Mercury Album i Greatest Hits III.
2. La Japonaise (Mercury - Moran) - Pjesma je snimljena 9. studenog 1987. godine. Napisana je dijelom na japanskom jeziku.
3. The Fallen Priest (Mercury - Moran - Rice) - Pijano dionice je napisao Mike Moran. Najprije je nazvana "Rachmaninov's Revenge", potom "The Duet" i u konačnici "The Fallen Priest".
4. Ensueño (Mercury - Moran - Caballé) - Pjesma je nastala nakon prvog susreta Mercuryja i Caballé, kada je napisala tekst za Mercuryjevu pjesmu "Exercises In Free Love" koju je Mercury (na zamolbu Caballé) otpjevao svojim prirodnim glasom - baritonom.
5. The Golden Boy (Mercury - Moran - Rice) - Pjesma je snimljena 1. prosinca 1987. godine uz pratnju gospel zbora u sastavu: Madeline Bell, Debbie Bishop, Lance Ellington, Miriam Stockley, Peter Straker, Mark Williamson i Carol Woods. Starker je kasnije Mercuryju pomogao napisati pjesmu "I'm Going Slightly Mad" koja je objavljena 1991. godine na albumu Innuendo. Miriam Stockley je kasnije pjevala zajedno s Brianom Mayom.
6. Guide Me Home (Mercury - Moran) - Posljednja pjesma napisana za album početkom 1988. godine. Prvotno je nazvana "Freddie's Overture".
7. How Can I Go On (Mercury - Moran) - Pjesma je snimljena u proljeće 1987. godine. U pjesmi gostuje John Deacon svirajući bas-gitaru.
8. Overture Piccante (Mercury - Moran) - Posljednja pjesma na albumu koja sadrži dijelove svih pjesama s albuma spojenih u potpuno novo djelo.

## Top ljestvica

### Album
Album Barcelona
| Država                 | Top ljestvica | Top ljestvica    | Top ljestvica | Top ljestvica | Prodaja    |
|                        | 1988:         | 1988:            | Izdanje 1992: | Izdanje 1992: |            |
| Najviša pozicija       | Tjedana       | Najviša pozicija | Tjedana       |               |            |
| ---------------------- | ------------- | ---------------- | ------------- | ------------- | ---------- |
| Austrija               |               |                  | 24            | 6             | –          |
| Njemačka               |               |                  | 41            | 18            | –          |
| Japan                  |               |                  | 93            | 1             |            |
| Nizozemska             |               |                  | 9             | 22            |            |
| Švedska                |               |                  | 37            | 1             |            |
| Švicarska              |               |                  | 18            | 5             | platinasta |
| Ujedinjeno Kraljevstvo | 25            |                  | 15            | 8             | srebrna    |
| SAD                    |               |                  | 6             |               | –          |

### Singlovi
Singl Barcelona (1987/1992)
| Država                 | Top ljestvica    | Top ljestvica |
|                        | Najviša pozicija | Tjedana       |
|                        | 1987:            | 1987:         |
| ---------------------- | ---------------- | ------------- |
| Ujedinjeno Kraljevstvo | 8                | 9             |
| Švedska                | 15               |               |
| Nizozemska             | 34               | 3             |
|                        | Izdanje 1992:    |               |
| Nizozemska             | 2                | 10            |
| Ujedinjeno Kraljevstvo | 2                | 8             |
| Švicarska              | 8                | 13            |
| Švedska                | 12               |               |
| Australija             | 42               | 3             |

Singl The Golden Boy (1988)
| Država                 | Top ljestvica    | Top ljestvica |
|                        | Najviša pozicija | Tjedana       |
| ---------------------- | ---------------- | ------------- |
| Ujedinjeno Kraljevstvo | 80               |               |

Singl How Can I Go On (1989)
| Država                 | Top ljestvica    | Top ljestvica |
|                        | Najviša pozicija | Tjedana       |
| ---------------------- | ---------------- | ------------- |
| Ujedinjeno Kraljevstvo | 95               |               |